# Друга влада Ђорђа Симића
Друга влада Ђорђа Симића је била влада Краљевине Србије од 17/29. децембра 1896. до 11/23. октобра 1897.

## Историја
Влада Ђорђа Симића била је радикална влада. Она је имала намеру да реши уставно питање које је покретано са више страна још за време владе Стојана Новаковића. Противници Устава из 1869. и установа које су из њега проистекле, — радикали су ипак морали да испуњавају његове одредбе па је влада, после нешто времена, издејствовала указ којим су били заказани избори за 22. јуни 1897. год. Требало је да се по одредбама Устава из 1869. изабере 191 посланик, a према томе броју могло се наименовати још 63 посланика, што значи да је нова Скупштина требало да има 254 посланика, или стотину посланика више него што су имале Скупштине под Уставом из 1888.
Либерална странка донела је одлуку да не излази на ове изборе; Напредна странка била је распуштена одлуком свога највишег страначког форума; према томе, на изборима се појавила једино Народна радикална странка која је добила све мандате. Указом је именовано ипак неколико чланова Напредне и Лиралне странке.
Радикални кабинет Ђ. Симића замењен је, 11. октобра 1897, кабинетом др. Владана Ђорђевића који се није ослањао ни на једну од постојећих политичких странака.

## Чланови владе
| Функција                                                  | Слика | Име и презиме          | Детаљи |
| --------------------------------------------------------- | ----- | ---------------------- | ------ |
| Председник Министарског савета и министар иностраних дела |       | Ђорђе С. Симић         |        |
| Министар унутрашњих дела                                  |       | Михаило К. Ђорђевић    |        |
| Министар правде                                           |       | Милован Ђ. Миловановић |        |
| Министар финансија                                        |       | Михаило В. Вујић       |        |
| Министар просвете и црквених дела                         |       | Андра Николић          |        |
| Министар војни                                            |       | Јован Мишковић         |        |
| Министар грађевина                                        |       | Петар Велимировић      |        |
| Министар народне привреде                                 |       | Љубомир Клерић         |        |